# Enciclopédia Galáctica
A Enciclopédia Galáctica aparece na Série da Fundação, escrita por Isaac Asimov, e é citada como o acúmulo de todo o conhecimento humano. O nome foi inspirado em uma enciclopédia real, a Encyclopædia Britannica.
Outros autores de ficção científica também se utilizaram do conceito de uma Enciclopédia Galáctica. Douglas Adams satirizou essa enciclopédia em O Guia do Mochileiro das Galáxias.

## Origem
A Enciclopédia Galática foi, no enredo da história de Asimov, uma forma de salvar o conhecimento acumulado pela humanidade, mais precisamente pelo Império Galactico, que tinha sua sede no planeta Trantor, que segundo o personagem Hari Seldon, estava em crescente decadência e que após a queda do Império, a galaxia passaria por um período de trevas de trinta mil anos, chegando ao ponto de toda a população da galáxia ser desprovida de informação essencial para o desenvolvimento, somente após esse período é que um novo império galáctico (duradouro), seria novamente possível, para abreviar esse tempo para apenas um milênio, Hari Seldon, criou duas fundações, A Fundação e a Segunda Fundação, a primeira sediada no distante planeta Terminus ficou responsável pelo desenvolvimento da enciclopédia galáctica e com todo o conhecimento cientifico disponível na época do Império, acabou por se tornar a vanguarda em tecnologia e ficou conhecida como A Fundação.